# Slavey
De Slavey zijn een inheems volk behorend tot de Dene. Zij wonen in de omgeving van het Great Slave Lake in de provincie Northwest Territories, Canada. Hun leefgebied strekt zich zuidwaarts uit tot in het noordoosten van British Columbia en het noordwesten van Alberta, naar het noorden tot aan Great Bear Lake, met name langs de middenloop van de Mackenzie tot Norman Wells. Ten oosten van hen wonen de Dogrib en Chipewyan, ten westen de Kaska, ten zuiden de Beaver en in het noorden de Inuit.

## Naam
De Slavey zelf noemen zich doorgaans "Dene" in plaats van Slavey. Inheemse benamingen voor het Zuid-Slavey-volk en hun taal zijn Dehcho, Deh Cho Dene ("Mackenzievolk″) of Dene Tha. De Noord-Slavey staan ook bekend als Sahtu.
Hoewel de meeste Athabaskische volken zich Dene noemen, bedoelen degenen in de Northwest Territories er vooral zichzelf mee.
De Cree noemden hun vijanden slaven omdat ze vaak (krijgs)gevangenen meenamen en hen tot slaven maakten. De namen van de Slaverivier, Great Slave Lake en Lesser Slave Lake zijn alle afgeleid van deze Cree-benaming.

##### Historische leefwijze
In de prehistorie leidden de Slavey een semi-nomadische leefwijze. Ze waren afhankelijk van kariboes, elanden en andere hertachtigen, vis en watervogels (ganzen). Ze moesten zich verplaatsen al naargelang de trekroutes van deze dieren. Kleinere dieren werden gevangen middels vallen, grotere met speer of pijl en boog. In de zomer voegden familiegroepen zich samen tot grote groepen aan een rivier of meer voor visvangst en -verwerking. In de winter leefden kleine groepen van enkele families samen, elke groep in een eigen jachtgebied. Voor de Dene Tha` was de eland belangrijk, het gehele dier werd benut. De huid werd gelooid voor het maken van mocassins, kleding en tentmateriaal. Vlees werd gedroogd of bevroren bewaard. De eerste contacten met Europese bonthandelaren vonden plaats in de 18e eeuw, en namen toe na de ontdekkingsreizen van Alexander Mackenzie naar de Mackenzierivier (1789 en 1793). Bij Fort Simpson en Fort Liard werden handelsposten gebouwd waar pelzen konden worden geruild. John McLeod, een Schotse verkenner van het gebied, werd hier bedrijfsleider. In de loop van de 19e eeuw vestigden een deel van de Slavey zich geleidelijk in permanente nederzettingen, vaak in de nabijheid van handelsposten, en beëindigden hun nomadische leefpatroon. Zo ontstonden dorpen als Nahanni Butte, Fort Liard en Fort Simpson.
Het aanleveren van vachten door de pelsjagers in de handelsposten van de Hudson's Bay Company of de Northwest Company duurde voort tot in de eerste decennia van de 20e eeuw.

##### De 20e eeuw
Tot omstreeks 1945 konden ze hun traditionele leefwijze voortzetten. Tegenwoordig leven de meesten van hen in door de overheid gestichte nederzettingen. Nog altijd is visvangst en jacht een vrij belangrijke activiteit die een deel van hun voeding oplevert. Ook worden nog altijd pelsdieren gevangen, de geprepareerde vachten worden tegenwoordig door opkopers opgehaald bij de hen bekende trappers.
De Canadese overheid sloot in 1899 en 1921 verdragen af met de inheemse volken, respectievelijk Treaty 8 en Treaty 11. Treaty 8 werd ondertekend door twee Del Cho gemeenschappen, Treaty 11 door zeven. Er is controverse over de betekenis van de inhoud, een verschil tussen de geschreven "officiële versie" en wat volgens de oudsten van de Dene volgens mondelinge overlevering is afgesproken. Wat de Dene willen is onderhandelen over zowel de eigendomsrechten van het land alsook over politieke rechten. Onderhandelingen in de laatste decennia van de 20e eeuw duurden meer dan 25 jaar.
In 2001 werd een raamovereenkomst gesloten tussen Deh Cho First Nation, het Government North-West Territories en Canada. De verdere uitwerking daarvan verliep traag, soms lagen de onderhandelingen enkele jaren stil. In september 2017 deed DFN een oproep aan de gesprekspartners om terug te keren naar de onderhandelingstafel en daarbij de diensten van een mediator in te schakelen.

## Taal
Het Slavey of Slave is een Noord-Athabaskische taal die in de Northwest Territories een officiële status heeft. De taal wordt geschreven met het Canadese inheemse schrift of het Latijnse alfabet.
North Slavey (Sahtúot’ı̨nę Yatı̨́) wordt gesproken door de Sahtu in het Mackenzie District langs de middenloop van de Mackenzierivier vanaf Tulita (Fort Norman) naar het noorden, rond Great Bear Lake en in de Mackenzie Mountains.
North Slavey is een vermenging van drie dialecten: 
- K’áshogot’ıné (Hare, gesproken door de Gahwié got’iné - "Rabbitskin People" of K’áshogot’ıne - "Great Hare People", duidend op de afhankelijkheid van hazen en konijnen voor voeding en kleding).
- Sahtúgot’ıné (Bear Lake, gesproken door de Sahtu Dene of Sahtú got’iné - "Bear Lake People").
- Shıhgot’ıne (Mountain, gesproken door de Shıhgot’ıné, Shuhtaot'iné of Shotah Dene - "Mountain People", ook genoemd Nahagot’iné, Nahaa of Nahane Dene - "People of the west", omdat ze in de bergen ten westen van de andere Slavey-groepen wonen).

South Slavey (Dene-thah, Dené Dháh of Dene Zhatıé) wordt gesproken door de South Slavey, ook bekend als Dehghaot'ine, Deh Cho, Etchareottine - "People Dwelling in the Shelter", in het gebied rond Great Slave Lake, de boven-Mackenzie met zijrivieren, in noordwest Alberta en noordoost British Columbia.
Volgens de volkstelling van 2016 bedroeg het totaal aantal sprekers (Noord- én Zuid-Slavey) circa 2000 personen.

Sommige vestigingen zijn tweetalig, de kinderen leren thuis Slavey en Engels als ze naar school gaan. In andere dorpen wordt alleen Slavey gesproken.
Het onderscheid tussen de dialecten is grotendeels gebaseerd op de manier waarop de proto-Athabaskische klanken *dz *ts *ts’ *s en *z worden uitgesproken.

## Nahanni National Park Reserve

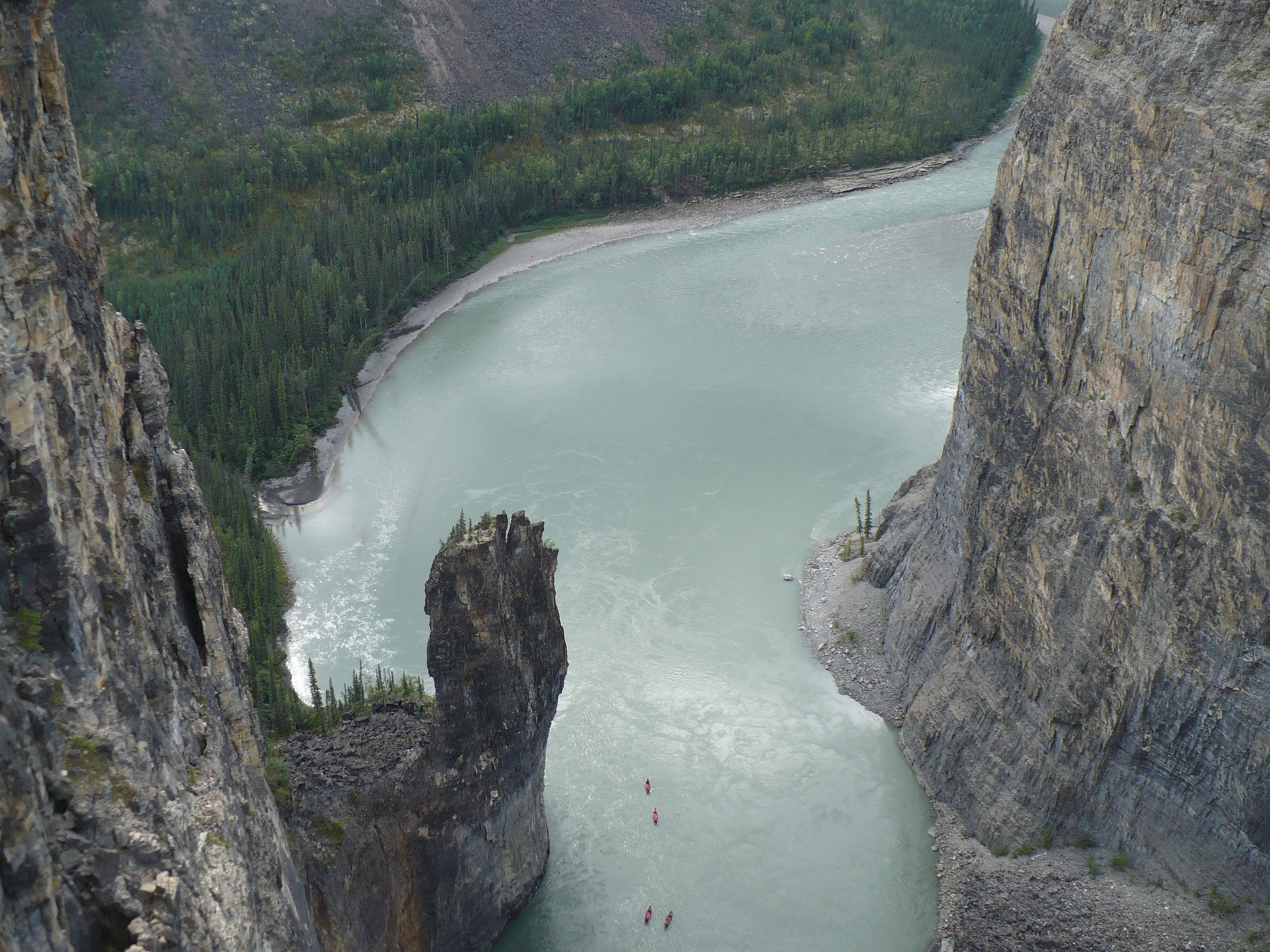
The Gate, Tweede Canyon

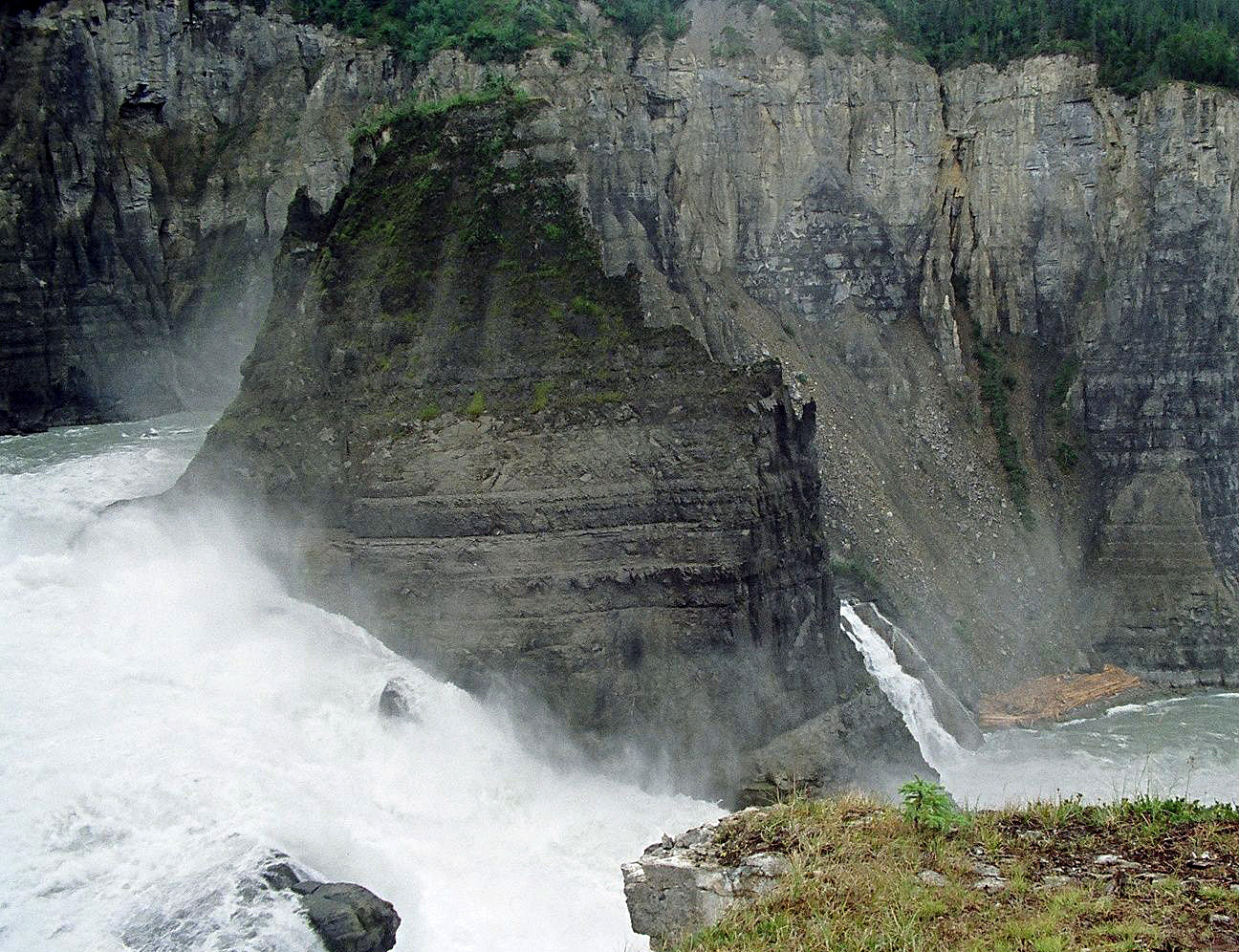
Mason's Rock in de Virginia waterval, Nahanni NP

De Slavey gebruikten de gebieden in en rond Nahanni National Park Reserve gedurende duizenden jaren. De eerste menselijke bewoning van het gebied wordt geschat 9.000 tot 10.000 jaar geleden te hebben plaatsgevonden. Bewijs van prehistorisch menselijk gebruik is gevonden bij Yohin Lake en een paar andere plaatsen in het park.
In het tweede deel van de 19e eeuw voeren de indianen van het Nahanni-gebied elk voorjaar de Nahanni-rivier af in boten van elandenhuid om de winteroogst van bont te verhandelen. Deze boten, gebaseerd op die van de Hudson's Bay Company, waren tot 20 meter lang. Gemaakt van de ongelooide huiden van zes tot tien elanden vervoerden deze boten een hele familie, hun honden en de lading bont stroomafwaarts. Na aankomst werd de boot ontmanteld en de huiden samen met het bont verkocht. Hierna keerde men terug naar de hooglanden met slechts datgene dat de honden en zijzelf konden dragen.
In 1964 raftten de ontdekkers Jean Poirel en Bertrand Bordet uit Montreal vanaf de bron van de South Nahanni River stroomafwaarts. Tijdens de opvolgende vier expedities in de vallei ontdekte Jean Poirel  meer dan 250 grotten. De belangrijkste grot bevatte de skeletten van 116 Dalls schapen, die werden gedateerd op 2500 jaar v.Chr. Tijdens zijn laatste expeditie in 1972 vergezelde hij eerste minister Pierre Trudeau.

## First Nations
De South Slavey leven in noordwest Alberta, noordoost British Columbia, en het zuiden van de Northwest Territories. Ze zijn georganiseerd in de volgende First Nations:
- De Dene Tha' First Nation in Alberta.[17] Eigen benaming: Dene Tha’ of Dene Dháa (gewone mensen). In de literatuur worden ze met een aantal namen aangeduid zoals: Upper Hay River Band; Hay Lake(s) Band; Hay River Indians; Slave Band; Slavey Indians bij Hay Lake(s); Upper Hay River Post Indians; en Bistcho Lake Tribe.[18] De reservaten hebben een oppervlakte van 30.000 hectare; ongeveer 1800 mensen wonen in de reservaten en 600 erbuiten.
- De Dehcho First Nations in de Northwest Territories - ook aangeduid als Deh Cho Dene telt ongeveer 1700 bewoners en bestaat uit:
  - Acho Dene Koe First Nation - Fort Liard
  - Deh Gah Gotie Dene Council - Fort Providence
  - Jean Marie River First Nation (Tthe’K’ehdeli Dene) - Jean Marie River
  - Hay River Reserve - Katl'odeeche First Nation (Kátłʼodehche Dene[19])
  - Ka’agee Tu First Nation - Kakisa
  - Liidli Kue First Nation - Fort Simpson
  - Nahanni Butte Dene Band - Nahanni Butte
  - Pehdzeh Ki First Nation - Wrigley, Northwest Territories
  - Sambaa K'e (Trout Lake) Dene - Trout Lake, Northwest Territories
  - West Point First Nation - West Point
  - Fort Providence Métis
  - Fort Simpson Métis

De North Slavey of Sahtu, Sahtu Dene (″Great Bear Lake People″) wonen uitsluitend in de Northwest Territories.
- De Sahtu Dene Council telt vijf nederzettingen.[20]
  - Colville Lake Settlement met ongeveer 200 bewoners; oorspronkelijk thuisland van de K'ahsho Got'ine (Hare(skin) Dene).
  - Deline First Nation, waar de Bear river het Great Bear Lake uitstroomt op weg naar de Mackenzie.[21] Een nabije plek waar het meer zelden bevroor werd door de Sahtúot’ine/Sahtugotine (Bear Lake Dene) voor visvangst gebruikt. De Fort Franklin Settlement telt bijna 1000 bewoners. De herinnering aan het nomadisch bestaan dat ze leidden bestaat nog. Vis en wild werd gevolgd op hun seizoentrek. Velen vullen nog altijd hun voeding aan met visvangst en jacht, ten minste een deel van de tijd. Huizen hebben vaak nog een tipi of blokhut om vlees en vis te roken. Daarmee in contrast hebben de meeste huizen ook een satellietschotel.
  - Fort Good Hope First Nation op een schiereiland tussen Jackfish Creek en de oostoever van de Mackenzierivier, ongeveer 145 km noordwest van Norman Wells. Fort Good Hope Settlement telt ruim 850 bewoners.
  - Tulita Dene First Nation in Tulita, vroeger bekend als Fort Norman, met ruim 650 inwoners.[22]
  - In Norman Wells wonen ruim 150 Sahtu Dene.